# Premier Division 1989-1990 (Irlanda)
La stagione 1989-1990 è stata la sessantanovesima edizione della League of Ireland, massimo livello del calcio irlandese.

## Squadre partecipanti

### Profili
| Club partecipanti | Club partecipanti | Città      | Stadio             | Stagione 1988-1989                 |
| ----------------- | ----------------- | ---------- | ------------------ | ---------------------------------- |
| Athlone Town      | dettagli          | Athlone    | St Mel's Park      | 6° in League of Ireland            |
| Bohemians         | dettagli          | Dublino    | Dalymount Park     | 5° in League of Ireland            |
| Cork City         | dettagli          | Cork       | Turners Cross      | 8° in League of Ireland            |
| Derry City        | dettagli          | Derry      | Brandywell Stadium | Campione d'Irlanda                 |
| Drogheda Utd      | dettagli          | Drogheda   | United Park        | 1° in FAI First Division, promosso |
| Dundalk           | dettagli          | Dundalk    | Oriel Park         | 2° in League of Ireland            |
| Galway Utd        | dettagli          | Galway     | Terryland Park     | 10° in League of Ireland           |
| Limerick City     | dettagli          | Limerick   | Jackman Park       | 3° in League of Ireland            |
| St Patrick's      | dettagli          | Dublino    | Richmond Park      | 4° in League of Ireland            |
| Shamrock Rovers   | dettagli          | Dublino    | Glenmalure Park    | 7° in League of Ireland            |
| Shelbourne        | dettagli          | Shelbourne | Tolka Park         | 9° in League of Ireland            |
| UCD               | dettagli          | Dublino    | Belfield Park      | 2° in FAI First Division, promosso |

## Classifica finale
|  | Pos. | Squadra         | Pt | G  | V  | N  | P  | GF | GS | DR  |
|  | ---- | --------------- | -- | -- | -- | -- | -- | -- | -- | --- |
|  | 1.   | St Patrick's    | 52 | 33 | 22 | 8  | 3  | 51 | 22 | +29 |
|  | 2.   | Derry City      | 49 | 33 | 20 | 9  | 4  | 72 | 18 | +54 |
|  | 3.   | Dundalk         | 42 | 33 | 17 | 8  | 8  | 50 | 26 | +24 |
|  | 4.   | Shamrock Rovers | 40 | 33 | 16 | 8  | 9  | 45 | 37 | +8  |
|  | 5.   | Cork City       | 37 | 33 | 14 | 9  | 10 | 35 | 24 | +11 |
|  | 6.   | Bohemians       | 35 | 33 | 14 | 7  | 12 | 35 | 32 | +3  |
|  | 7.   | Shelbourne      | 33 | 33 | 10 | 13 | 10 | 39 | 39 | 0   |
|  | 8.   | Galway Utd      | 29 | 33 | 10 | 9  | 14 | 39 | 61 | -22 |
|  | 9.   | Limerick City   | 22 | 33 | 7  | 8  | 18 | 28 | 50 | -22 |
|  | 10.  | Athlone Town    | 22 | 33 | 5  | 12 | 16 | 28 | 53 | -25 |
|  | 11.  | Drogheda Utd    | 18 | 33 | 5  | 8  | 20 | 20 | 44 | -24 |
|  | 12.  | UCD             | 17 | 33 | 6  | 5  | 22 | 25 | 61 | -36 |

Legenda:

         Campione d'Irlanda 1989-1990 e qualificata in Coppa dei Campioni 1990-1991
         Qualificate in Coppa UEFA 1990-1991
         Retrocesse in First Division 1990-1991

Note:
Due punti a vittoria, uno a pareggio, zero a sconfitta.

## Statistiche

### Squadre
| Record - Maggior numero di vittorie: St Patrick's (22) - Minor numero di sconfitte: St Patrick's (3) - Miglior attacco: Derry City (72) - Miglior difesa: Derry City (18) - Miglior differenza reti: Derry City (+54) - Maggior numero di pareggi: Shelbourne (13) - Minor numero di vittorie: Athlone Town e Drogheda United (5) - Maggior numero di sconfitte: UCD (22) - Peggiore attacco: Drogheda United (20) - Peggior difesa: UCD e Galway Utd (61) - Peggior differenza reti: UCD (-36) |